# 赫揚厄爾
赫揚厄爾是挪威韦斯特兰郡的城鎮，位於該國西南部，面積908平方公里，主要經濟活動有鋁業、服務業和農業，2010年人口4,256。

## 外部連結
- Official website: Høyanger Kommune （页面存档备份，存于） （挪威文）
- NRK: Fylkesleksikon - Høyanger Kommune （挪威文）